# Adrian Beier der Jüngere

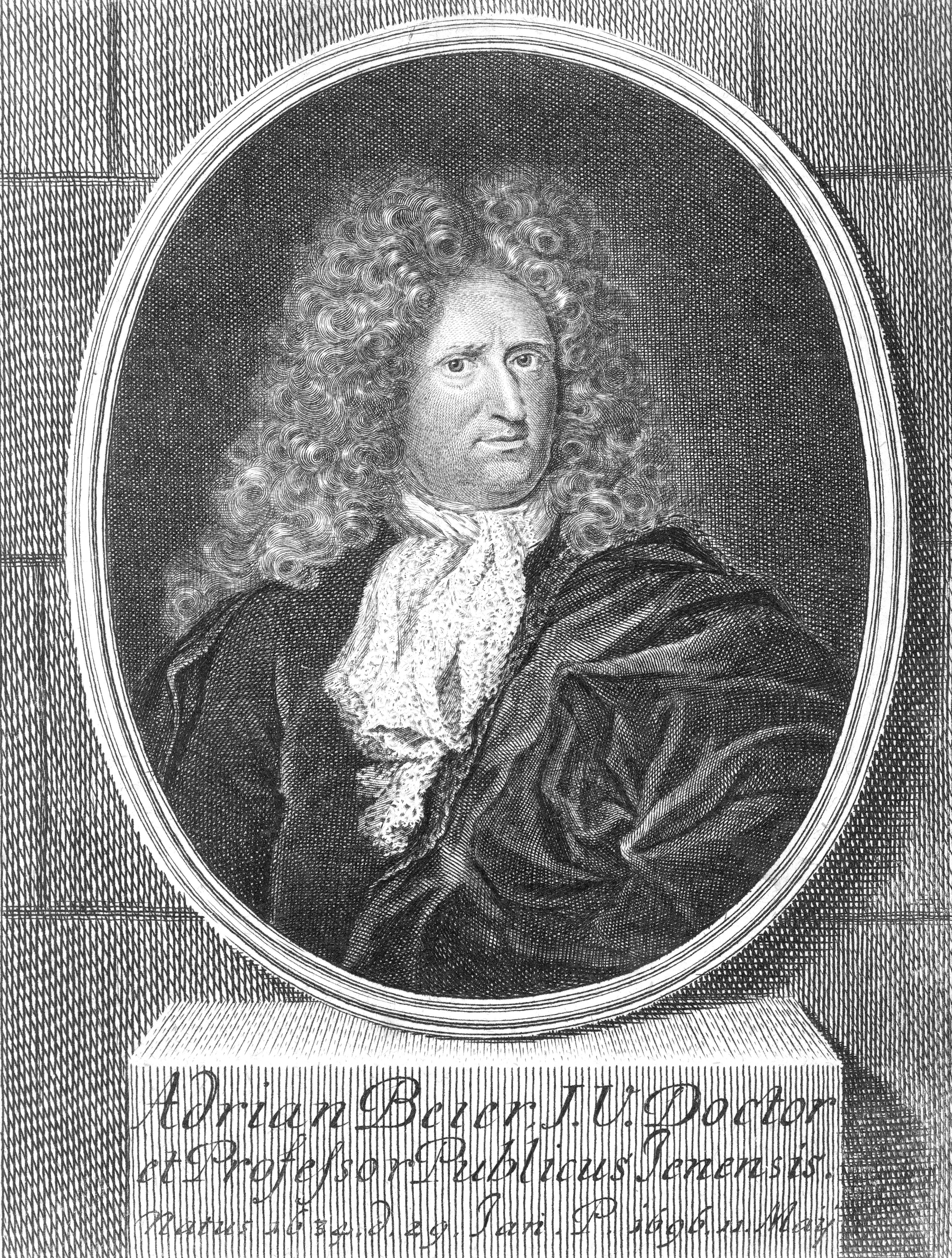
Adrian Beier der Jüngere

Adrian Beier der Jüngere, auch Adrian Beyer (* 29. Januar 1634 in Jena; † 12. Mai 1712 ebenda) war ein deutscher Jurist.

## Leben
Beier war ein Sohn des gleichnamigen Jenaer Archidiakons Adrian Beier (1600–1678) und dessen erster Frau Anna Kirchner, einer (Ur?)Enkelin des Weimarer Superintendenten Timotheus Kirchner. Er studierte in seiner Heimatstadt, immatrikulierte sich dann an der Universität Leipzig, der Universität Wittenberg, der Universität Rostock und schließlich an der Universität Leiden, um Jura zu studieren.
Nach Jena zurückgekehrt, promovierte er 1658 zum Doktor der Rechtswissenschaften. Daraufhin wurde er 1670 Hofgerichtsadvokat, 1678 Syndikus seiner Heimatstadt. 1681 wurde er außerordentlicher Professor an der Universität und 1693 ordentlicher Professor der Rechtswissenschaften. Daneben übernahm er als Assessor den Schöppenstuhl im Hofgericht. Beier beteiligte sich auch an den organisatorischen Aufgaben der Salana und war im Sommersemestern 1696, 1705 Rektor der Alma Mater.
In seiner Zeit verfasste er neben den allgemeinen üblichen Arbeiten zum allgemeinen Recht, auch Ausführungen zum Handwerksrecht und gab technologische Bücher von Werkzeugen, Werkstätten, die produzierten Waren der Handwerker und ein Allgemeines Handlungs-, Kunst-, Berg- und Handwerks-Lexikon. Damit verdiente er sich den bis zum 18. Jahrhundert anhalten Ruf als Handwerkerjurist.

## Schriften
- Harmonia Struvio-Schnobeliana. Werther, Jena 1663.
- Tyro. […] Der Lehr-Jung. Werther, Jena 1683 (reader.digitale-sammlungen.de).
- Tractatus De Iure Prohibendi. Quod competit Opificibus Et In Opifices. Von der Zünffte Zwang. Werther, Jena 1683.
- Boethus, opusculorum juridico-fabricensium periculum novum. Der Handwercks-Gesell. Schmid, Jena 1685 (reader.digitale-sammlungen.de).
- De Collegiis opificum, […] Tractatus Gratulatorius, Von der Handwercks-Zünffte Wesen, und sonderbarem Gerichts-Brauch. Ehrt, Jena 1688 (reader.digitale-sammlungen.de, Hauptwerk).
- Relatio Actorum Consultatio item & digressio ad argumentum De Conviciis Opificum. Vom Schelten der Handwercker. Ehrt, Jena 1689.
- Kurtzer Bericht von Der Nützlichen und Fürtrefflichen Buch-Handlung und Deroselben Privilegien. Meyer, Jena 1690, Digitalisat und Volltext im Deutschen Textarchiv, (digital.slub-dresden.de).
- Allgemeines Handlungs-, Kunst-, Berg- und Handwercks-Lexicon. Zum Druck befördert durch Friederich Gottlieb Struven. Tröbert, Jena 1722.
- Gustav Richter: Teil einer Selbstbiografie Adrian Beiers. Im Auszug mitgeteilt. In: Zeitschrift des Vereins für thüringische Geschichte und Altertumskunde. NF Band 2 = Band 10, H. 3, 1881, S. 317–329 (digital.slub-dresden.de).